# Braque français, type Pyrénées
Pour les articles homonymes, voir Braque français.
Le braque français, type Pyrénées est une race de chien d'origine française. Il s'agit d'un braque élevé dans le Sud-Ouest de la France depuis des centaines d'années. Cette race est identique au braque français, type Gascogne, dont il est la version de petite taille.

## Historique
Le braque français serait le descendant direct d'une ancienne race de chiens d’arrêt décrite par Gaston Fébus (XIVe siècle). La sélection de cette race a été, de tout temps, tournée vers l'obtention d'un chien d'arrêt efficace. Les deux types de braques français sont probablement issus de braque espagnol ou du braque italien. En dehors de la France, le braque français est peu connu. Les deux types sont originaires du sud-ouest de la France et des Pyrénées centrales.

## Standard

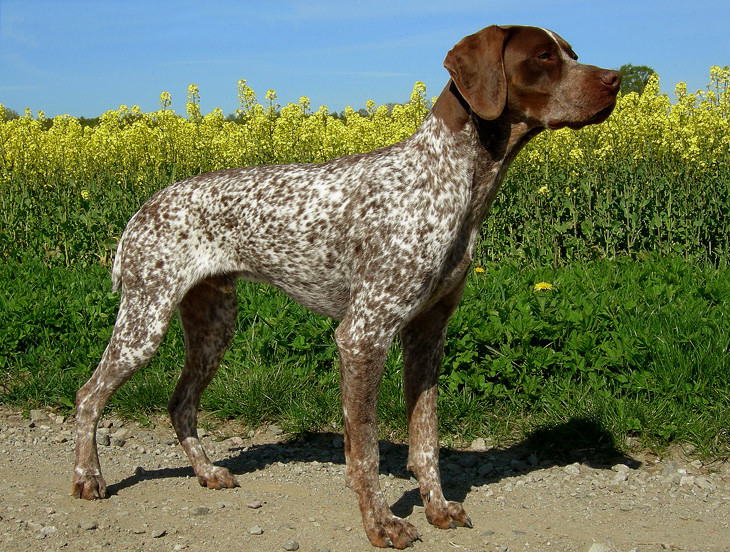
Braque français, type Pyrénées.

Le braque français type Pyrénées est un braque d'apparence puissante, robuste et musclé. Le standard de la Fédération cynologique internationale décrit le type Pyrénées comme présentant les mêmes caractères généraux que le braque français, type Gascogne, toutes proportions gardées. La taille recherchée est de 50 à 55 cm au garrot. Les femelles sont plus fines. Le ventre est moins descendu et les membres antérieurs plus légers que chez le type Gascogne. La queue est généralement écourtée. La queue longue ou courte de naissance ne doit pas être considéré comme un défaut si elle est bien portée.
La longueur du museau est légèrement plus petite que celle du crâne. La tête est assez importante, mais pas trop lourde. Les lignes du crâne et du chanfrein sont légèrement divergentes. Le cou présente peu ou pas de fanons. Le crâne est presque plat avec un sillon central peu accentué. La saillie occipitale est peu proéminente. Le stop est peu marqué avec un nez de couleur marron avec des narines bien ouvertes. Les babines sont moins descendues que chez le Gascogne ou moins convexes. Les oreilles à peine plissées sont insérées au-dessus de la ligne de l'œil. Étirées, la pointe des oreilles s’arrête à 2 cm de la truffe.
La peau est plus tendue et le poil plus fin et plus court que ceux du Gascogne. La robe à poil court est de couleur marron, marron et blanc avec ou sans moucheture, ou marron marqué de fauve au-dessus des yeux, aux babines et aux membres.

## Caractère
Le braque français sont des chiens considérés comme intelligent, obéissant et très attaché à son maître. Il aime les enfants. Le braque français type Gascogne est un chien sportif qui a besoin de se dépenser. Il doit être habitué jeune à la vie en ville.

## Utilité

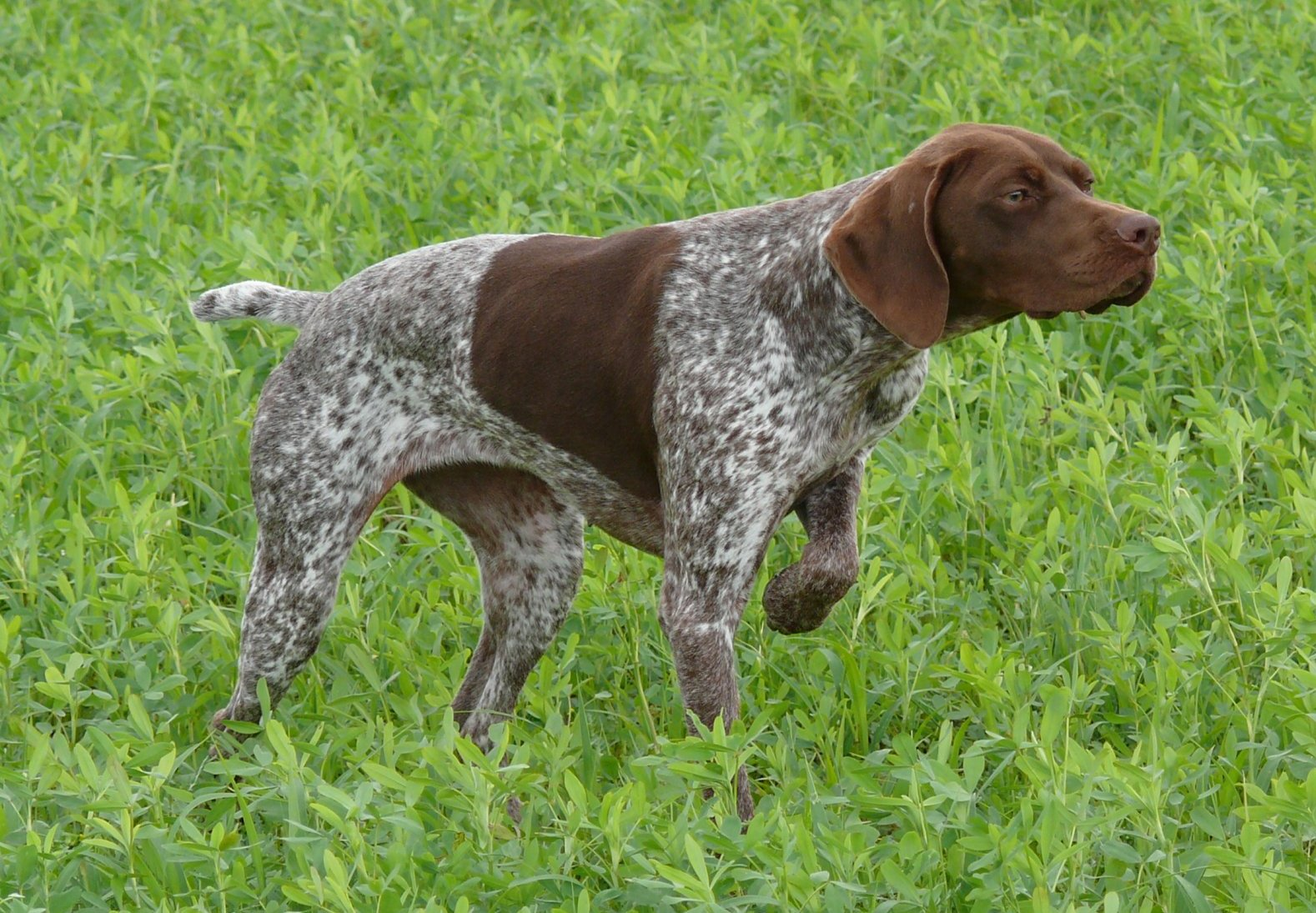
Braque français, type Pyrénées à l'arrêt.

Le braque français type Gascogne est un chien d'arrêt, à l'aise tant au bois qu'en plaine. Il est adapté à tous les gibiers, mais est tout spécialement adapté pour la caille, la bécasse et la bécassine. À la chasse, le braque français alterne les temps de trot et de galop, l'arrêt est solide et c'est également un bon chien de rapport.
C'est également un chien de compagnie calme et très fidèle, bien qu'il soit assez peu utilisé pour cette fonction unique.